# Accidentally in Love
Accidentally in Love (chino simplificado: 惹上冷殿下; pinyin: Re Shang Leng Dian Xia), es una serie de televisión china transmitida del 8 de agosto de 2018 al 7 de septiembre de 2018, a través de QQLive.
La serie está basada en la novela de internet "Re Shang Yao Nie Leng Dian Xia" (惹上妖孽冷殿下) escrita por Chen Guang Xi Wei (晨光熹微).

## Sinopsis
Chen Qingqing, es una joven que proviene de una familia rica, su madre y su padre murieron en un accidente, pero Qingqing no lo sabía. Vive con su abuelo en una gran mansión. Desesperada por evitar un matrimonio arreglado y encontrar el verdadero amor, el día de la boda, huye de la ciudad y bajo una nueva apariencia llega a Yuncheng, con una nueva identidad se inscribe en la Universidad de Ming De, la misma escuela donde estudiaron sus padres, con la esperanza de obtener más información sobre la muerte de su madre y el paradero de su padre.
Por otro lado Situ Feng, es un famoso y atractivo cantante que luego de decidir regresar a la escuela, rápidamente se convierte en el centro de atención de todas las jóvenes, sus fanes, los medios y sus compañeros de clase, cosa que le incomoda. 
Mientras Qingqing intenta huir de los hombres enviados por su abuelo y Situ Feng de los guardaespaldas de su padre, ambos se conocen y accidentalmente terminan besándose, ambos creen que no volverán a verse. Cuando Qingqing comienza la escuela hace todo lo posible por pasar desapercibida y mezclarse con sus compañeros de clase, sin embargo cuando conoce a su nuevo compañero de pupitre, este resulta ser Situ Feng. 
Aunque al inicio ambos discuten constantemente y se causan problemas el uno al otro, poco a poco comienzan a enamorarse.

## Reparto

### Personajes principales
| Actor            | Personaje                             | N.º de episodios | Notas |
| ---------------- | ------------------------------------- | ---------------- | --- |
| Guo Junchen      | Situ Feng                             | 30               | Es un exitoso y talentoso idol con una personalidad fría y solitaria, que cree que a su padre no le interesa nada de lo que hace. Guarda en su corazón un gran dolor y un trauma que le hace tenerle un miedo incontrolable al agua, a pesar de esto es un amigo leal y hace todo lo que está en sus manos para reparar su amistad con Yiyang. Aunque al inicio cuando conoce a Chen Qingqing pelean, poco a poco comienza ella se convierte en su mejor amiga, cómplice de aventuras y en el amor de su vida.                                               |
| Amy Sun (孙艺宁) | Chen Qingqing / Qing Chen Chen Youyou | 30               | Chen Qingqing: es una joven rica, hermosa e inteligente, con una personalidad alegre, ocurrente e intrépida, que nunca se da por vencida y siempre lucha por salir adelante. Cuando su abuelo arregla su matrimonio, ella huye en medio de la boda y decide cumplir sus sueños: descubrir la verdadera razón de la desaparición de su papá y la muerte de su madre, así como encontrar el verdadero amor. Cuando conoce a Situ Feng, aunque al inicio no se llevan bien, poco a poco comienza a enamorarse de él. Chen Youyou: es la madre de Chen Qingqing. |

### Personajes recurrentes
| Actor                 | Personaje      | N.º de episodios | Notas |
| --------------------- | -------------- | ---------------- | --- |
| Ma Li (马力)          | Gu Nanxi       | 30               | Es el mejor amigo desde la infancia de Situ Feng y el presidente del consejo estudiantil de la universidad. A pesar de ser un joven alegre, leal, responsable, inteligente y exitoso, que protege a sus amigos, nació fuera del matrimonio, por lo que en ocasiones es rechazado por sus compañeros. Cuando conoce a Chen Qingqing, se enamora de ella, sin embargo cuando descubre que ella está enamorada de Situ Feng y que él también siente lo mismo por ella, decide hacerse a un lado.                                                                                 |
| Zhao Yiqin            | Lin Yiyang     | 30               | Es un joven rico, frío, con una actitud defensiva, intimidante y problemática, al que todo el mundo en la escuela le tiene miedo. Fue uno de los amigos inseparables de Situ Feng cuando eran más jóvenes, sin embargo luego de un accidente en donde muere Lan Xinyu, ambos se separan y Yiyang comienza a guardarle rencor, por lo que busca boicotiarlo, sin embargo cuando se da cuenta de que la muerte de Xinyu fue un accidente, busca reparar su amistad con Situ Feng. Cuando conoce a Zhang Fangfang, esta lo ayuda a descubrir su lado más amable.                 |
| Yan Haoyuan (燕颢元)  | Hua Munian     | 30               | Es un joven de buen corazón, alegre, jovial y buen amigo. Es un miembro del consejo estudiantil, se preocupa por su apariencia, ya que siempre cuida hasta el último detalle para verse hermoso y fashionista. Está enamorado en secreto de Lan Xinya, por lo que siempre está pendiente de ella, sin embargo Xinya no siente lo mismo y sólo lo usa. |
| Zhou Mo (周茉)        | Zhang Fangfang | 30               | Es una joven agradable, tierna y tímida, así como una estudiante becada, que se lleva muy buena amiga de Chen Qingqing, quien se convierte en su compañera de habitación. Aunque intenta mantener un perfil bajo para no meterse en problemas y que no la echen de la universidad, en ocasiones se mete en problemas por Qingqing. Su familia es de bajos recursos, por lo que trabaja medio tiempo en un restaurante para apoyarlos. Aunque está enamorada de Yiyang, por lo que intenta sin éxito, poner una barrera entre ellos debido a la diferencia de clases sociales. |
| Cheng Muxuan (程慕轩) | Lan Xinya      | 30               | Es una joven rica, odiosa, egoísta, caprichosa, chantajista, molesta e irritante, que se cree mejor que los demás y que todo debe girar en torno a ella,. Hace todo lo que está en sus manos, incluso chantajear para obtener lo que quiere y junto a sus dos amigas se hacen llamar "Divas". Está enamorada de Situ Feng, pero el no siente lo mismo y odia a Chen Qingqing, ya que sabe que él está enamorado de ella, por lo que le hace la vida imposible. |
| Hou Xinwei (侯昕炜)   | Daniel         | 30               | Es el mánager de Situ Feng. |
| Yuan Hao              | Lu Jingyang    | -                | Es el prometido de Chen Qingqing, ella no está enamorada de él y se escapa el día de la boda, dejándolo plantado. |
| Paul Chun (秦沛)      | -              | -                | Es el abuelo de Chen Qingqing. |
| Shu Yao (舒遥)        | Chen Xiao      | -                | Es la maestra de Chen Qingqing. |
| Cheng Jiaxin (程嘉欣) | Xiao Yi        | -                | |
| Zhou Xianzi (周仙子)  | Xiao Si        | -                | |
| Deng Yuji (邓裕基)    | -              | -                | Es el líder de escuadrón. |

### Personajes invitados
| Actor                | Personaje    | N.º de episodios | Notas                                                                            |
| -------------------- | ------------ | ---------------- | -------------------------------------------------------------------------------- |
| Dong Yanlei (董岩磊) | Xiao Jingnan | -                | Es el padre de Chen Qingqing.                                                    |
| Maggic Fang (方柏霓) | -            | -                | Es la dueña de la compañía de música.                                            |
| Pan Leiyi (潘蕾亦)   | Lan Xinyu    | -                | Es el primer amor de Situ Feng, quien pierde la vida en un accidente años atrás. |

### Otros personajes
| Actor           | Personaje     | N.º de episodios | Notas |
| --------------- | ------------- | ---------------- | ----- |
| Liang Guorong   | Chen Xiaotian | -                |       |
| Huang Chuying   | Na Lan Yi Yi  | -                |       |
| Cheng Ziying    | Xiao Mei      | -                |       |
| Zhang Xiaogu    | Lu Xinyan     | -                |       |
| Zhang Lili      | Hong Xiaoman  | -                |       |
| -               | Yang Lanting  | -                |       |
| Guo Zhen (郭震) | Si Tujie      | -                |       |
| Hou Chengfei    | Zhou Jianren  | -                |       |

## Episodios
La serie está conformada por 30 episodios, los cuales fueron emitidos todos los miércoles, jueves y viernes a las 20:00 (dos episodios).

## Música
| No. | Intérprete            | Canción                  | Notas |
| --- | --------------------- | ------------------------ | ----- |
| 1   | Guo Junchen (郭俊辰)  | "To Be Your Love"        |       |
| 2   | Guo Junchen           | "Leng Dian Xia" (冷殿下) |       |
| 3   | Guo Junchen           | "Hu Xi" (呼吸)           |       |
| 4   | Guo Junchen           | "Ban" (伴)               |       |
| 5   | Guo Junchen           | "Star"                   |       |
| 6   | L.I.K.E (组合)        | "To Be Your Love"        |       |
| 7   | Nicholas Teo (张栋梁) | "Jing Guo" (经过)        |       |

## Producción
La serie también es conocida como "Provoking the Evildoing Cold Highness" y/o "惹上妖孽冷殿下".
Fue dirigida por Zhong Qing, quien contó con el apoyo de los guionistas Tan Zihao, Zhang Menglin, Zhong Wenxuan y Fu Shuwen.
La serie fue filmada del 9 de noviembre del 2017 hasta el 7 de febrero del 2018 en Guangzhou y Fo Shan.
Contó con el apoyo de las compañías de producción "Tencent Penguin Pictures" y "Like Media".